# Miltochrista lineata
Miltochrista lineata là một loài bướm đêm thuộc phân họ Arctiinae, họ Erebidae.